# Ohé en Laak

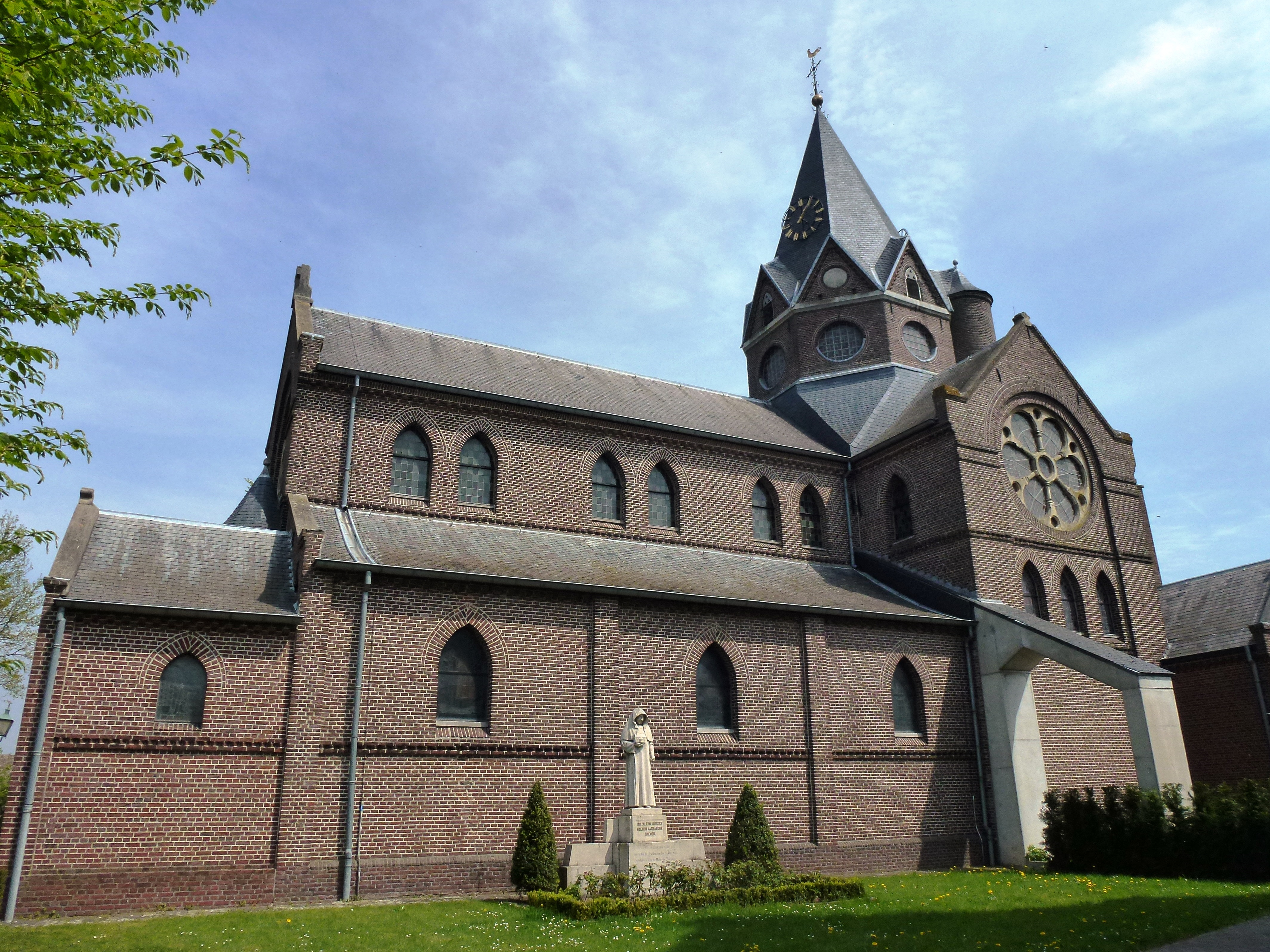
Ohé en Laak: la chiesa della Nascita di Nostra Signora

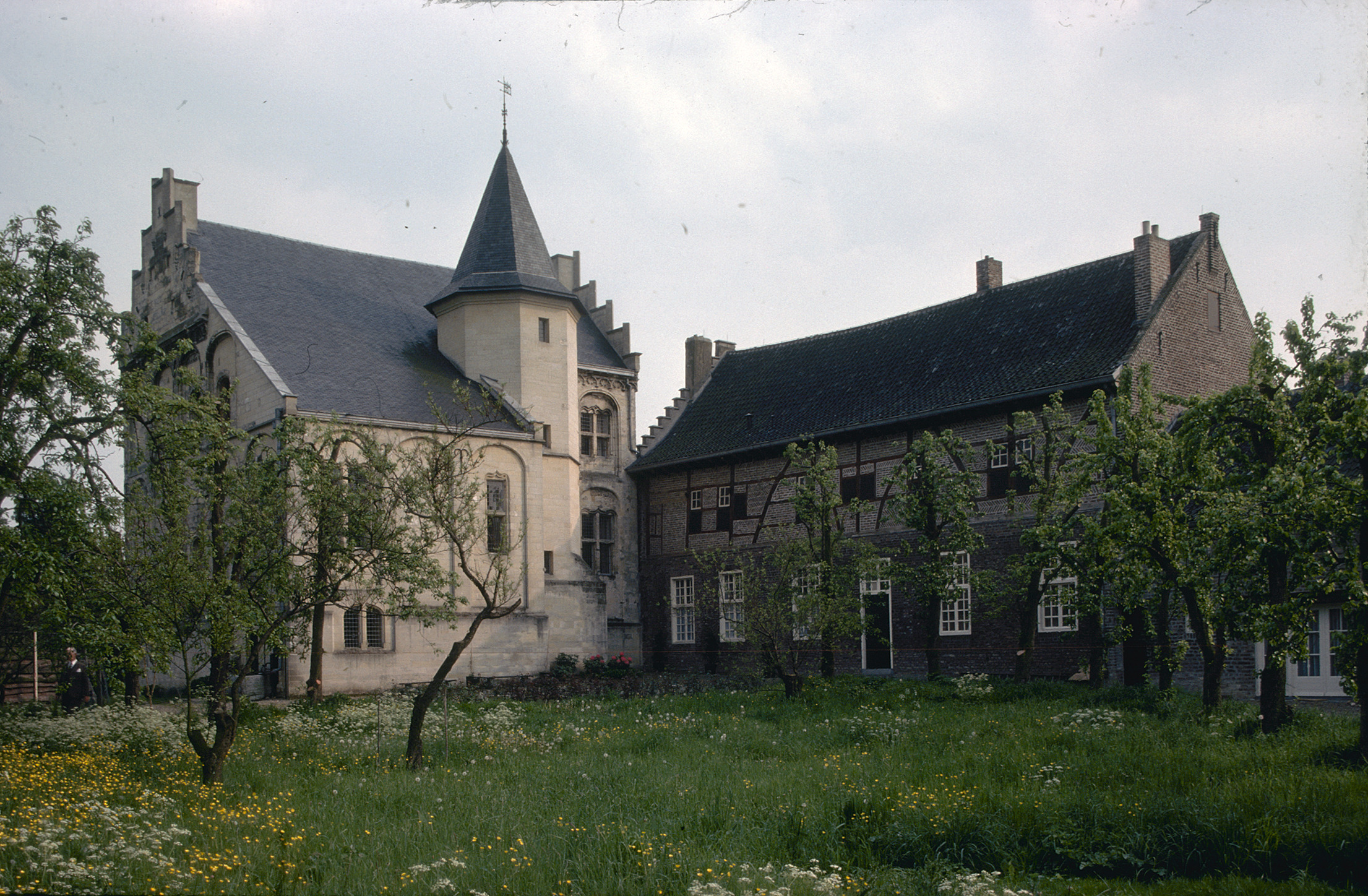
Ohé en Laak: il castello Hasselholt

Ohé en Laak (Genoea en Laak in limburghese) è un villaggio (dorp) di circa 800 abitanti del sud-est dei Paesi Bassi, facente parte della provincia del Limburgo (Limburg) e situato lungo il corso del fiume Mosa, nella regione di Midden Limburg, nei pressi del confine con il Belgio. Dal punto di vista amministrativo, si tratta di un ex-comune, nel 1991 accorpato alla municipalità di Maasbracht, comune a sua volta accorpato nel 2007 alla municipalità di Maasgouw.

## Geografia fisica
Ohé en Laak si trova a sud dell'Oude Maas, tra le località di Stevensweert e Aasterberg (rispettivamente a sud della prima e a nord della seconda).
Il villaggio occupa un'area di 3,89 km², di cui 0,76 km² sono costituiti da acqua. Insieme alla vicina località di Stevensweert forma una sorta di isolotto sul fiume Mosa, che scorre lungo il tratto meridionale del villaggio.

## Origini del nome
Il toponimo Ohé en Laak, attestato anticamente come Oe ende Laeck (1592), Oyn (1630), Opgenauw (inizi del XIX secolo), è composto dal termine germanico *agwjô-, che significa "località lungo un corso d'acqua" e dal termine germanico *laku-, che significa "corso d'acqua naturale in un terreno paludoso".

## Storia

### Dalle origini ai giorni nostri
Intorno al 1650 fu realizzato in loco da Herman Frederik Van den Bergh, signore di Stevensweert e Ohé en Laak il castello di Walburg (andato perduto), intitolato in onore della moglie Josina Walburgis.

### Simboli
Nello stemma di Maasgouw è raffigurata Sant'Anna con in braccio un/a bambino/a in color oro su sfondo blu.

## Monumenti e luoghi d'interesse
Maasgouw vanta 12 edifici classificati come rijksmonument e 7 edifici classificati come gemeentelijk monument.

### Architetture religiose

#### Chiesa della Nascita di Nostra Signora
Principale edificio religioso di Ohé en Laak è la chiesa della Nascita di Nostra Signora (Onze Lieve Vrouw Geboortekerk), una chiesa in stile romanico realizzata nel 1867 su progetto dell'architetto Antonius Cornelis Bolsius e situata lungo la Kerkstraat.

#### Cappella di Sant'Anna
Lungo la Sint Annastraat si trova la cappella di Sant'Anna, realizzata nel 1896 su progetto dell'architetto N. van der Schuit.

### Architetture civili

#### Castello Hasselholt
Altro edificio d'interesse è il castello Hasselholt o Castello Het Geudje, costruito nel 1548 da Lodewijk van der Horst e residenza della famiglia Hasselholt.

## Società

### Evoluzione demografica
Al censimento del 2022, Maasgouw contava una popolazione pari a 835 unità.
La popolazione al di sotto dei 16 anni era pari a 105 unità, mentre la popolazione dai 65 anni in su era pari a 235 unità.
La località ha conosciuto un lieve incremento demografico rispetto al 2021, quando Ohé en Laak contava 830 abitanti (dato che era in diminuzione rispetto al 2020, quando Monfort contava 845 abitanti).